# John Heartfield
John Heartfield, narozen jako Helmut Herzfeld (19. června 1891 – 26. dubna 1968), byl německý umělec zabývající se fotomontáží a politickou satirou. Byl aktivním členem hnutí Dada, spolku výtvarných umělců Mánes. Hlásil se k antifašismu. Žil v exilu v Československu a ve Velké Británii.

## Životopis
Narodil se 19. června 1891 jako Helmut Herzfeld v Berlíně Franzi a Alici Herzfeldovým, kteří byli aktivními účastníky společenského dění. Otec byl spisovatelem klonícím se k socialismu a matka politickou aktivistkou. V roce 1889 byli Helmutovi rodiče nařčeni z rouhačství a byli tedy nuceni opustit Německo. Zanechali tak své čtyři děti v péči strýce a následně i dalších institucí.
Mladý Helmut brzy projevil svůj talent pro malbu a začal tedy roku 1908 studovat Könglische-Bayerische Kunstgewerbeschule (Královskou Bavorskou školu umění a řemesel) v Berlíně. Zde se setkal s reklamními designéry, kteří měli velký vliv na jeho počínající kariéru - Albertem Weisgerberem a Ludwigem Hohlweinem. V roce 1912 se pak sám stal jedním z nich. V Berlíně Herzfeld pokračoval ve studiích na Kunst und Handwerkerschule (umělecko-průmyslové škole), pod vedením Ernsta Neumana.
V pětadvaceti letech byl Herzfeld odveden do německé armády, ovšem jeho aktivní služba netrvala dlouho. Poté, co předstíral nervové zhroucení, byl z armády propuštěn. Toto období zuřivého nacionalismu a protibritského smýšlení ve znamení hesla „Bůh trestej Anglii!“ se u Herzfelda projevilo prvními výraznějšími protiválečnými protesty, a to v první řadě změnou jména na John Heartfield. Do této doby, přesněji do roku 1916, se datuje též založení vydavatelství Neue Jugend, na kterém se Heartfield podílel se svým bratrem Wielandem. Na přechodnou dobu byl Heartfield též fotosazečem a vedoucím UFA, německé vzdělávací filmové společnosti, ze které byl ovšem vyloučen za podporu stávky, která následovala po vraždě Karla Liebknechta a Rosy Luxemburg.
Rok 1918 byl pro Hertfieldovu další kariéru určující díky členství v berlínském seskupení Dada a také v německé komunistické straně. V letech 1919 až 1933 pokračoval v umělecké a novinářské práci. Společně s Georgem Grozsem založil satirický časopis Die Pleite (Bankrot), spolupodílel se na pořádání mezinárodní dadaistické výstavy nebo vydávání periodika Die Knüpel, komunistického Die Rote Fahne (Červená vlajka) a Arbeiter-Illustrierte Zeitung (Ilustrované noviny pracujících). Osobou, která měla zásadní vliv na další Heartfieldovo směřování byl bezesporu Bertold Brecht, kterého Heartfield potkal v roce 10. výročí první světové války, kdy přišla na svět jeho první fotomontáž.
Když se v Německu dostal k moci Hitlerův fašistický režim, odešel Heartfield do Československa. Jeho práce se staly součástí výstav pražského spolku Mánes, které byly příčinou diplomatických sporů mezi českou a německou stranou. Rostoucí nepokoj týkající se důsledků Heartfieldovy přítomnosti v Československu spolu s okupací donutily umělce k dalšímu přesídlení – tentokrát do Anglie v roce 1938. Londýn pak poskytl prostor pro významnou výstavu „Válka jednoho muže proti Hitlerovi“ v Arcade Gallery. Ovšem ani zde Heartfield nenalezl vhodné podmínky pro práci. V roce 1940 byl zadržen jako nepřítel kvůli svému německému původu. Hned o rok později ale League of Culture poctila Heartfielda výstavou jeho fotomontáží a knižních obálek, kde dostal též příležistost přednášet o metodách fotomontáže. V roce 1945 pak následovalo vydání knihy Konrada Farnera – John Heartfield. Photomontages and Contemporary History.
V roce 1948 se Heartfieldovi dostalo jistého zadostiučinění i z jeho domoviny – obdržel nabídku z Humboldtovy univerzity ve východním Německu stát se profesorem grafiky. Na základě této nabídky se Heartfield mohl vrátit do Německa, kde opět se svým bratrem založil vlastní vydavatelství Werkstatt H&H.
Heartfield byl však i po návratu domů znovu pronásledován, tentokrát kvůli svým zahraničním kontaktům. Tato neustálá politická nepohodlnost spolu s vězněním, kterým prošel v Británii, se podepsala na Heartfieldově zdraví, které od těch dob zůstalo značně podlomené.
Padesátá léta pak pro umělce znamenala definitivní uznání přínosu pro společensko-politické a sociální dění spolu s vydobytím postavení též na poli uměleckém, a to díky politickým změnám, které zasahovaly celou Evropu. Heartfield se stal členem Svazu výtvarných umělců Německa i členem Svazu Československých výtvarných umělců, vystavoval a přednášel po celé Evropě. Mimo jiné též přispěl k tvorbě výstavy o příčinách a vzniku nacismu ve špilberské kapli v Brně v roce 1967, kde je dodnes umělcova stálá expozice.
John Heartfield zemřel 26. dubna 1968 ve věku 77 let.

## Tvorba

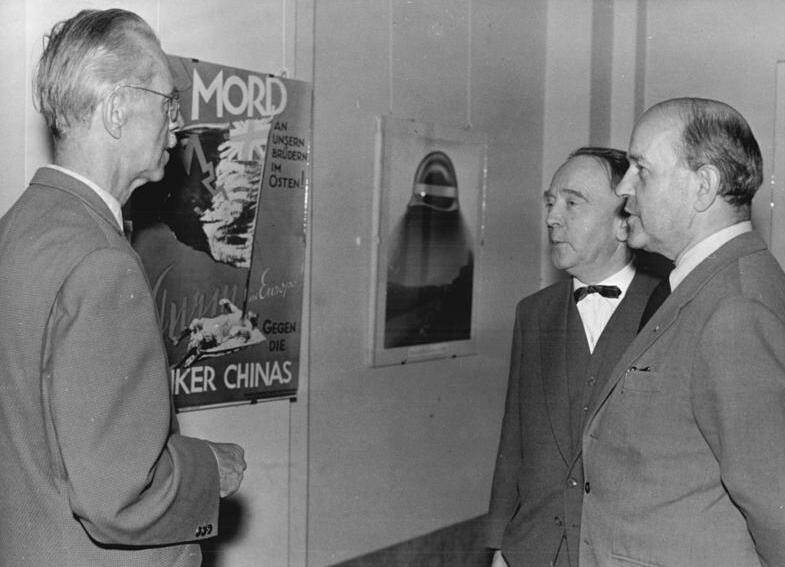
Otto Nagel, John Heartfield a Wieland Herzfelde na výstavě Akademie umění, 4. června 1960

Předešlé zkušenosti z vydavatelské a umělecké činnosti, fotosazby i z dadaistického hnutí vedly Heartfilda k fotomontáži jako nástroji upozornění na aktuální politické dění a protestu proti nekalým politickým a mocenským praktikám. Razil heslo, které zaznělo v jednom z časopisů - „Použijte fotografii jako zbraň“. Vyvinul unikátní metodu „znovuvyužití“ fotografií, která měla značný politický efekt.
V časech veliké nejistoty Heartfieldovy zneklidňující obrazy předpovídaly a odrážely chaos, který zakusilo Německo v době, kdy sklouzávalo k sociální a politické katastrofě. V této atmosféře se komunisté, nacisté a další přívrženci střetávali u volebních uren a na ulicích. Účinek Heartfieldovy tvorby byl tak silný, že pomohl transformovat fotomontáž až k účinné formě masové komunikace.
Heartfield například navrhl pro komunistickou stranu Německa symboly na základě fotografií, umožňující organizaci soutěžit s nacistickou svastikou. Všechny jeho obrazy zaťatých pěstí, otevřených dlaní a zvednutých paží vyjadřovaly výraznou akci a odhodlanost. Fotomontáž dovolila Heartfieldovi tvořit obsahově nabité a politicky ambivalentní obrazy. K tvorbě takových prací si vybíral snadno identifikovatelné fotografie politiků nebo událostí z masově čtených novin a časopisů. Poté vybral části fotografií a znovu je uspořádal tak, že radikálně změnily svůj význam.
Heartfieldovou nejsilnějsí zbraní tvorby bylo střídání měřítka a „strnulosti“ skládaných částí fotografií směrem k aktivování již tak hrozivých fotofragmentů. Výsledek tak mohl mít děsivý vizuální dopad. Heartfield tak například vytvořil koláž nazvanou „Adolf, nadčlověk polykající zlato a chrlící cín“, překrytím známé Hitlerovy fotografie obrazem rentgenované hrudi. Zde Heartfield odkazuje k obrovským příspěvkům, kterými bohatí průmyslníci přispívali nacistické straně navzdory její údajné základně v socialismu.
Heartfield také rozpoutal jednu ze svých nejostřejších satir Hitlerova kultu vůdce, základu německého fašismu. Takové fotomontáže parodovaly Hitlerovy pózy, gesta a symboly k vytvoření dojmu, že stačí pouze seškrábnout tenký povrch fašistické propagandy k odkrytí její absurdní reality.